# Tessaratoma papillosa

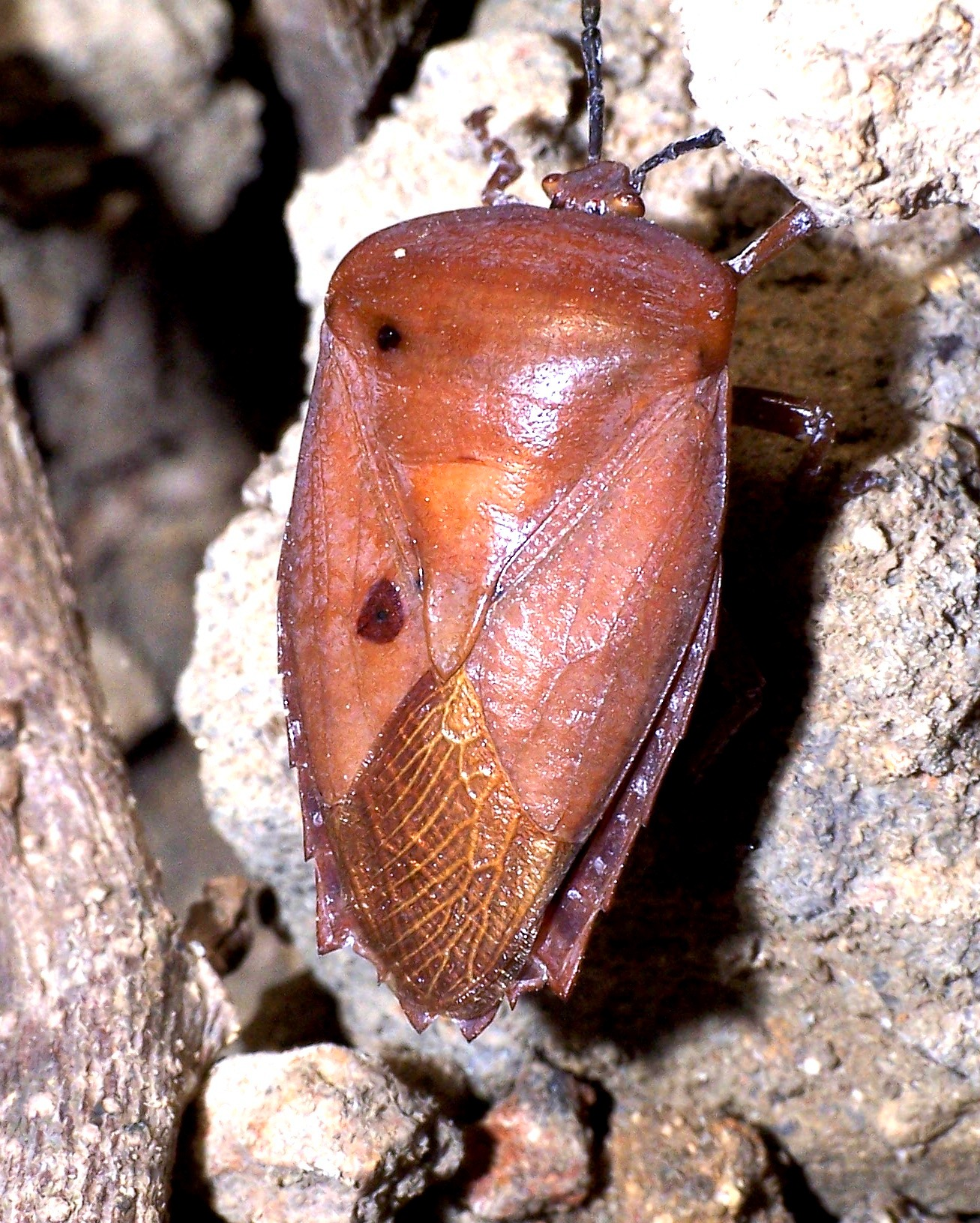
Tessaratome papillosa

Bọ xít hại nhãn vải (Danh pháp khoa học: Tessaratoma papillosa) la một loài bọ xít trong họ Tessaratomidae. Chúng gây hại trên các cây nhãn và cây vải. Sâu non và sâu trưởng thành của bọ xít vải đều hại cây. 

## Đặc điểm
Trưởng thành có màu vàng nâu, mặt bụng bao phủ một lớp sáp màu trắng chiều dài thân 25–30 mm. có hình 5 cạnh, cánh trước là loại cánh nửa cứng. Trứng mới đẻ có dạng gần tròn, đường kính khoảng 2 mm, màu xanh nhạt hoặc vàng. Sau đó từ từ trở nên màu vàng nâu. Khi sắp nở, trứng có màu xám đen. Bọ xít non gồm 5 tuổi. Tuổi 1 dài khoảng 5 mm, tuổi 5 dài 18–20 mm. Trưởng thành có tính giả chết khi bị động mạnh hoặc khi trời nắng gắt thì rơi xuống đất sau khi hết động hoặc khi trời mát lại bò lên hại. Một đến hai ngày sau khi bắt cặp trưởng thành đẻ trứng. 

## Trứng
Trứng được đẻ thành từng khối từ 14-16 trứng ở dưới mặt lá. Trứng mới đẻ có dạng gần tròn, màu xanh nhạt, sau đó chuyển sang màu hồng tối. Khi sắp nở, trứng có màu xám đen. Giai đoạn ấu trùng gồm 5 tuổi, mới nở có màu vàng tươi sau vài giờ có màu tím xám từ tuổi 2 có màu đỏ nâu. Ấu trùng mới nở thường sống tập trung vài giờ, sau đó bắt đầu phân tán đi tìm thức ăn. Khi bị xáo động, ấu trùng thường giả chết rơi xuống đất đồng thời tiết ra một chất dịch hôi.

## Gây hại
Chúng là đối tượng gây hại nguy hiểm đối với nhãn, vải. Bọ xít gây hại chủ yếu vào tháng 3-4 trong giai đoạn cây ra đọt non, ra hoa kết trái, bằng cách chích hút nhựa làm rụng bông và quả, ảnh hưởng rất lớn đến năng suất và chất lượng của quả.Chúng chích hút dinh dưỡng ở các chồi non, quả non, gây ra hiện tượng hoa, rụng quả. Trứng bọ xít bị nhiều loài ong ký sinh, đó là Anatatus aff japonicus và ong Oeneyrtus fongi
Cả trưởng thành và sâu non đều gây hại bằng cách dùng vòi chích hút dinh dưỡng ở các chồi non, cuống hoa và các quả non làm cho chồi, hoa và quả non không đủ dinh dưỡng dần bị héo và rụng. Khi quả lớn, vết chích hút của bọ xít tạo điều kiện cho nấm bệnh phát triển làm quả bị đốm và thối. Vườn bị bọ xít hại nặng thì năng suất và phẩm chất, mẫu mã quả bị giảm một cách đáng kể.